# 荒賀氏長鱸
荒賀氏長鱸，又稱荒賀氏花鱸，俗名為石斑，為輻鰭魚綱鱸形目鱸亞目鮨科的其中一個種。

## 分布
本魚分布於西北太平洋，包括日本及台灣海域。

## 深度
水深3至50公尺。

## 特徵
本魚體型瘦長，但有點肥胖。頭背部斜直；眶間區平坦或略凹陷。吻較長而略突出。上頜骨末端延伸至眼中部之下方；上下頜具齒。前鰓蓋骨下緣無前向棘。體側具有小型黑色斑塊，背鰭1枚，具硬棘12枚、軟條8枚，背鰭軟條延長部、臀鰭及尾鰭上下葉等部位均為黃色；腹鰭腹位，末端不及肛門開口；尾鰭內叉形。體被細小櫛鱗，上頜骨具鱗；側線鱗孔數48枚。體長可達18公分。

## 生態
幼魚期棲息在較淺的礁區水域，長大後在較深水域，以小魚及甲殼類為食物。

## 經濟利用
食用魚，但體型較小，適合油炸或火烤食用之。